# Goodreads
Goodreads és una pàgina web de catalogació social fundada el desembre de 2006 i llançada el gener de 2007 per Otis Chandler II, un informàtic i emprenedor, i Elizabeth Chandler. (Otis Chandler II és el net de Otis Chandler, qui fou l'editor de Los Angeles Times, i és el quadrinet de Harrison Gray Otis, el fundador del diari). La pàgina web permet la cerca lliure a través de la base de dades de llibres, comantaris i ressenyes de l'àmplia comunitat d'usuaris de Goodreads. Els usuaris poden connectar-se i registrar llibres per generar catàlegs de llibres i llistes de lectura. També poden crear els seus grups propis de suggeriments de llibres, enquestes, blogs i debats. El desembre de 2007, el lloc web comptava amb més de 650.000 membres i més de 10.000.000 de llibres afegits. En arribar el juliol de 2012, el lloc web va anunciar 10 milions de membres, 20 milions de visites mensuals i 30 empleats. El 23 de juliol de 2013, segons es va dir a la seva pàgina web, el nombre d'usuaris havia crescut a 20 milions, i s'havia doblat en quasi 11 mesos. Les oficines de la pàgina web són a San Francisco.
El 28 de març de 2013, Amazon va anunciar l'adquisició de Goodreads per una quantitat no revelada.

## Història
Els Chandler van crear Goodreads el 2006. La missió declarada de Goodreads és "ajudar la gent a trobar i compartir llibres que els agraden... [i] millorar el procés de llegir i aprendre arreu del món". Durant el seu primer any d'activitat, l'empresa es va portar sense cap tipus de finançament oficial. El desembre de 2007, el lloc web va rebre un finançament estimat de 750.000$ d'àngels inversors. Aquest finançament va mantenir Goodreads fins al 2009, quan Goodreads va rebre dos milions de dòlars de True Ventures. L'octubre de 2010 l'empresa va obrir el seu API, el que permet als desenvolupadors accedir a les seves qualificacions i títols. Goodreads també rep una comissió petita quan un usuari clica sobre un venedor online de llibres desde Goodreads i fa una compra.
El 2011, Goodreads va adquirir Discovereads, un motor de recomanació de llibres que empra "algoritmes d'aprenentatge automàtics per analitzar quins llibres poden agradar a la persona, basant-se en llibres que els han agradat anteriorment i llibres que han agradat a persones amb gustos similars." Després que un usuari hagi valorat 20 llibres en la seva escala de cinc estrelles, el lloc web començarà a fer recomanacions. Otis Chandler va creure que aquest sistema seria millor que el d'Amazon, ja que, Amazon inclou llibres que l'usuari ha adquirit com regals o on només ha navegat per a determinar les seves recomanacions. Més endavant aquell mateix any, Goodreads va introduir un algoritme per suggerir llibres a usuaris registrats i va tenir per sobre de cinc milions de membres. Macy Halford de The New Yorker va notar que l'algoritme no era perfecte, ja que el nombre de llibres necessaris per crear un sistema perfecte de recomanació és tan gran que "en el moment que hagués aconseguit estar a mig camí, les meves preferències de lectura haurien canviat i hauria de començar altre cop".
L'octubre de 2012, Goodreads va anunciar que havia crescut a 11 milions de membres amb 395 milions de llibres catalogats i més de 20.000 clubs de llibre crats pels seus usuaris. Només un mes després, el novembre de 2012, Goodreads havia superat els 12 milions de membres, i havia doblat la base de membres en un any.
El març de 2013, Amazon.com va anunciar que havia arribat a un acord per adquirir Goodreads el segon quadrimestre de 2013 per un suma no revelada. El setembre de 2013, Goodreads va anunciar que eliminaria, sense advertència, ressenyes que esmentessin el comportament de l'autor o amenacessin l'autor.
El gener de 2016, l'Amazon anuncià a Shelfari.com que fusionarien Shelfari amb Goodreads i tancarien Shelfari. Per preparar els membres de Shelfari pel trasllat, Amazon va publicar a Shelfari.com un anunci que declarava, "ANUNCI IMPORTANT: Shelfari s'està fusionant amb Goodreads. Saber-ne més", així com enllaços a una pàgina titulada "Llegir el FAQ", instruccions per "Descarregar les vostres dades en un arxiu CSV" (la pàgina lligada al qual és titulada "Exportar Tot"), i instruccions per "Traslladar-se a Goodreads" (la pàgina lligada al qual és titulada "Exportar Invitació"), juntament amb dos mesos per migrar el seu contingut de Shelfari a Goodreads. Tot i que els fils de discussió de Shelfari no seran traslladats (ja que l'Amazon necessitaria permís de tots els participants als fils de discussió per tal de fer-ho), els usuaris van ser aconsellats: "pot guardar les seves pròpies dades pels seus propis arxius".
L'abril de 2016, Goodreads va anunciar que havien estat publicades més de 50 milions de ressenyes d'usuaris.

## Característiques
A la pàgina web de Goodreads, els usuaris poden afegir llibres als seus "prestatges" personals, valorar i escriure ressenyes de llibres, veure el que els seus amics i els autors preferits estan llegint, participar dins taulers de discussió i grups d'una amplia varietat de temes, i rebre suggeriments per lectures futures basats en les seves ressenyes de llibres llegits anteriorment. Una vegada que un usuari ha afegit amics al seu perfil, aquest veurà els "prestatges" i les ressenyes dels amics i podrà comentar en les pàgines dels amics. Goodreads presenta un sistema de valoració d'una a cinc estrelles, amb l'opció d'acompanyar la puntuació amb una ressenya escrita. El lloc web proporciona "prestatges" per defecte —llegits, llegint actualment, per-llegir— i l'opció de crear prestatges personalitzats per categoritzar els llibres de l'usuari. També ofereix jocs de preguntes i anècdotes, cites, llistes de llibres, i sortejos de llibres gratis. Els membres poden rebre la revista informativa regular que presenta llibres nous, suggeriments, entrevistes a autors, i poesia. Si un usuari ha escrit una obra, l'obra pot ser enllaçada a la pàgina de perfil de l'autor, la qual també inclou un blog de l'autor. Goodreads també organitza activitats offline, com canvis de llibres en persona i rutes per "pubs" literaris (literary pub crawls).
La pàgina web facilita interaccions de lectors amb autors a través d'entrevistes, sortejos de llibres, blogs dels autors, i la informació de perfil. Hi ha també una secció especial per autors amb suggeriments per promoure les seves obres a Goodreads.com, amb l'objectiu d'ajudar-los a assolir la seva audiència. Ja "Disset mil autors, incloent James Patterson i Margaret Atwood, utilitzen Goodreads per anunciar-se".
A més, Goodreads té presència a Facebook, Pinterest, Twitter, i altres xarxes socials. Enllaçant Goodreads amb una compte d'una xarxa social, com Facebook o Nook Friends, habilita l'opció d'importar contactes del compte de la xarxa social a Goodreads, expandint la “llista” d'amics de l'usuari a Goodreads. Hi ha opcions disponibles, també, per permetre a Goodreads publicar directament al compte de la xarxa social, el qual informa, p.ex., als amics de Facebook, el què un està llegint o com ha valorat un llibre. Aquesta connexió constant de Goodreads a altres xarxes socials manté la informació fluint i la connectivitat contínua.
La prestació d'integració amb Goodreads d'Amazon Kindle Paperwhite (versió 2) i Kindle Voyage permetrà als usuaris compartir lectures, fragments destacats i valoracions amb la xarxa de Goodreads directement.
L'aplicació Shelfie recentment ha llançat una integració a Goodreads que permet als usuaris sincronitzar el seu compte Goodreads. Una vegada sincronitzat utilitzant Goodreads, els usuaris poden importar les seves col·leccions Goodreads per aconseguir e-books gratuïts o amb descompte dels llibres impresos de la seva col·lecció.

## Creixement futur
Otis Chandler va dir a TechCrunch l'agost de 2012 que Goodreads aniria "construint més característiques permetent als lectors actualitzar els seus perfils mentre van llegint un llibre" i que estava  "parlant a l'equip de Facebook sobre construir clubs de llibre dins de la xarxa social". Ell sentia que una raó important pel creixement recent en membres era per la nova aplicació de Goodreads, Facebook Open Graph.

## Crítica i controvèrsia
El gener de 2012, Goodreads va canviar d'utilitzar el Product Advertising API públic d'Amazon per les metadades dels llibres (com títol, autor, i nombre de pàgines) pel del majorista de llibres Ingram. Goodreads sentia que els requisits d'Amazon per utilitzar el seu API eren massa restrictius, i la combinació de Ingram, la Biblioteca del Congrés dels EUA, i altres fonts serien més flexibles. Tanmateix, alguns usuaris van preocupar-se perquè els seus arxius de lectura es podrien perdre. No obstant, Goodreads tenia diverses opcions per facilitar la transició i assegurar que cap dada es perdés, fins i tot per títols que podrien estar en perill de ser eliminats perquè només estaven disponibles través d'Amazon, com per exemple edicions de Kindle i auto-publicacions d'obres d'Amazon. El maig de 2013, a conseqüència de l'adquisició de Goodreads per Amazon, Goodreads va començar a utilitzar les dades d'Amazon un altre cop.
Goodreads ha rebut crítices d'usuaris sobre la disponibilitat i el to de ressenyes publicades al lloc web; alguns usuaris i pàgines web han declarat que alguns dels usuaris que ressenyen estaven assetjant i animant atacs contra autors. De manera similar, ha estat criticat per contenir moltes ressenyes positives de llibres racistes i un parell de cites racistes i per tenir usuaris afins a la supremacia blanca al lloc web. Goodreads va publicar públicament les seves directrius per a fer ressenyes l'agost de 2012 per resoldre aquests problemes.

## Premis d'Elecció dels lectors
Els Premis d'Elecció dels Lectors (Readers Choice Awards) és un programa de premis anuals, dut a terme per primera vegada a Goodreads l'any 2009. Els usuaris poden nominar llibres editats durant l'any donat per a la seva elecció. La ronda final de votacions inclou els 10 millors llibres de 20 categories diferents.

### Guanyadors
| Categoria                                                         | 2009                                                                 | 2010                                                     | 2011                                                                | 2012                                                                              | 2013                                                                                | 2014                                                                         | 2015                                                                                           |
| ----------------------------------------------------------------- | -------------------------------------------------------------------- | -------------------------------------------------------- | ------------------------------------------------------------------- | --------------------------------------------------------------------------------- | ----------------------------------------------------------------------------------- | ---------------------------------------------------------------------------- | ---------------------------------------------------------------------------------------------- |
| Millor Llibre                                                     | En Flames, de Suzanne Collins                                        | L'Ocell de la Revolta, de Suzanne Collins                | Divergent, de Veronica Roth                                         |                                                                                   |                                                                                     |                                                                              |                                                                                                |
| Millor llibre de Ficció                                           | The Help, de Kathryn Stockett                                        | Room, de Emma Donoghue                                   | 1Q84, de Haruki Murakami                                            | La Vacant Imprevista, de JK Rowling                                               | I el Ressò de les Muntanyes, de Khaled Hosseini                                     | Segones Oportunitats, de Rainbow Rowell                                      | Vés i Aposta un Sentinella, de Harper Lee                                                      |
| Millor llibre de No-ficció                                        | Columbine, de Dave Cullen                                            | The Immortal Life of Henrietta Lacks, de Rebecca Skloot  | The Geeks Shall Inherit the Earth, de Alexandra Robbins             | Quiet: The Power of Introverts in a World That Can't Stop Talking, de Susan Cain  | The Autistic Brain: Thinking Across the Spectrum, de Temple Grandin i Richard Panek | The Opposite of Loneliness, de Marina Keegan                                 | Modern Romance: An Investigation, de Aziz Ansari i Eric Klinenberg                             |
| Millor llibre de Misteri o Thriller                               | La Noia que Somiava un Llumí i un Bidó de Gasolina, de Stieg Larsson | La Reina al Palau dels Corrents d'Aire, de Stieg Larsson | Smokin' Seventeen, de Janet Evanovich                               | Gone Girl, de Gillian Flynn                                                       | Inferno, de Dan Brown                                                               | Mr. Mercedes, de Stephen King                                                | La Noia del Tren, de Paula Hawkins                                                             |
| Millor llibre de Fantasia                                         | Dead and Gone, de Charlaine Harris                                   | Towers of Midnight, de Robert Jordan i Brandon Sanderson | Dansa amb Dracs, de George R. R. Martin                             | The Dark Tower: The wind through the keyhole, de Stephen King                     | The Ocean at the End of the Lane, de Neil Gaiman                                    | The Book of Life,de Deborah Harkness                                         | Trigger Warning: Short Fictions and Disturbances, de Neil Gaiman                               |
| Millor llibre de Ciència-Ficció                                   | Leviathan, de Scott Westerfeld                                       | Feed, de Mira Grant                                      | 22/11/63, de Stephen King                                           | The Long Earth, de Terry Pratchett i Stephen Baxter                               | MaddAddam, de Margaret Atwood                                                       | The Martian, de Andy Weir                                                    | Golden Son, de Pierce Brown                                                                    |
| Millor Novel·la Sentimental                                       | An Echo in the Bone, de Diana Gabaldon                               | Lover Mine, de J.R. Ward                                 | Lover Unleashed, de J.R. Ward                                       | Cinquanta Ombres Alliberades, de E.L. James                                       | Lover at Last, de J.R. Ward                                                         | Written in My Own Heart's Blood, de Diana Gabaldon                           | Confess, de Colleen Hoover                                                                     |
| Millor llibre de Ficció juvenil                                   | Along for the Ride, de Sarah Dessen                                  | Before I Fall, de Lauren Oliver                          | Where She Went, de Gayle Forman                                     | No està Escrit a les Estrelles, de John Green                                     | Eleanor & Park, de Rainbow Rowell                                                   | We Were Liars, de E. Lockhart                                                | All the Bright Places, de Jennifer Niven                                                       |
| Millor llibre de Fantasia juvenil (o Ciència-Ficció desde 2011)   |                                                                      | L'Ocell de la Revolta, de Suzanne Collins                | Divergent, de Veronica Roth                                         | Insurgent, de Veronica Roth                                                       | Lleial, de Veronica Roth                                                            | Ciutat del Foc celestial, de Cassandra Clare                                 | Queen of Shadows, de Sarah J. Maas                                                             |
| Millor Novel·la Gràfica (o Còmic desde 2011)                      | Batman: Whatever Happened to the Caped Crusader?, de Neil Gaiman     | Crepuscle: La Novel·la Gràfica, de Stephenie Meyer       | Vampire Academy: La Novel·la Gràfica, de Richelle Mead              | The Walking Dead Vol. 16: A Larger World, de Robert Kirkman                       | Beautiful Creatures, de Kami Garcia, Margaret Stohl i l'artista Cassandra Jean      | Serenity: Leaves on the Wind, de Zack Whedon, Fábio Moon i Daniel Dos Santos | Saga - Volum 4, de Brian K. Vaughan i Fiona Staples                                            |
| Millor llibre Infantil (o Middle Grade-de 8 a 12 anys-desde 2010) | Diari del Greg: Quina Calda!, de Jeff Kinney                         | Diari del Greg: la crua realitat, de Jeff Kinney         | El fill de Neptú, de Rick Riordan                                   | La Marca d'Atenea, de Rick Riordan                                                | La Casa d'Hades, de Rick Riordan                                                    | La Sang de l'Olimp, de Rick Riordan                                          | L'Espasa de l'Estiu, de Rick Riordan                                                           |
| Millor llibre Il·lustrat                                          | Blueberry Girl, de Neil Gaiman                                       | It's a Book, de Lane Smith                               | When I Grow Up, de Weird Al Yankovic                                | Olivia and the Fairy Princesses, de Ian Falconer                                  | The Day the Crayons Quit, de Drew Daywalt i Oliver Jeffers                          | The Pigeon Needs a Bath! (I Do Not!), de Mo Willems                          | The Day the Crayons Came Home de Drew Daywalt i Oliver Jeffers                                 |
| Millor llibre de Fantasia Paranormal                              |                                                                      | Dead in the Family, de Charlaine Harris                  | Shadowfever, de Karen Marie Moning                                  | Shadow of Night, de Deborah Harkness                                              | Cold Days, de Jim Carnisser                                                         |                                                                              |                                                                                                |
| Millor llibre de Ficció Històrica                                 |                                                                      | La Caiguda dels Gegants, de Ken Follett                  | The Paris Wife, de Paula McLain                                     | The Light Between Oceans, de M.L. Stedman                                         | Life After Life, de Kate Atkinson                                                   | All the Light We Cannot See, de Anthony Doerr                                | The Nightingale, de Kristin Hannah                                                             |
| Millor llibre de Poesia                                           |                                                                      | Come On All You Ghosts, de Matthew Zapruder              | Horoscopes for the Dead, de Billy Collins                           | A Thousand Mornings, de Mary Oliver                                               | The Fall of Arthur, de J.R.R. Tolkien                                               | Lullabies, de Lang Leav                                                      | The Dogs I Have Kissed, de Trista Mateer                                                       |
| Millor llibre Històric o Biografia                                |                                                                      | Els Tudor, de G.J. Meyer                                 | Steve Jobs, de Walter Isaacson                                      |                                                                                   | Jim Henson: La Biografia, de Brian Jay Jones                                        | The Romanov Sisters, de Helen Rappaport                                      | Dead Wake: The Last Crossing of the Lusitania, de Erik Larson                                  |
| Millor llibre de Memòries o Autobiografia                         |                                                                      | Unbearable Lightness, de Portia de Rossi                 | Two Kisses for Maddy: A Memoir of Loss and Love, de Matthew Logelin | Wild: From Lost to Found on the Pacific Crest Trail, de Cheryl Strayed            | Jo sóc la Malala, de Malala Yousafzai                                               | This Star Won't Go Out, de Esther Earl                                       | A Work in Progress, de Connor Franta                                                           |
| Millor llibre d'Humor                                             |                                                                      | Bite Me: A Love Story, de Christopher Moore              | Bossypants, de Tina Fey                                             | Let's Pretend This Never Happened, de Jenny Lawson                                | Hyperbole and a Half, de Allie Brosh                                                | Yes Please, de Amy Poehler                                                   | Why Not Me?, de Mindy Kaling                                                                   |
| Millor Autor de Debut (Goodreads)                                 |                                                                      | The Immortal Life of Henrietta Lacks, de Rebecca Skloot  |                                                                     |                                                                                   | Emma Chase (Tangled)                                                                | Pierce Brown (Red Rising)                                                    | Victoria Aveyard (Red Queen)                                                                   |
| Millor llibre de Terror                                           |                                                                      |                                                          | Graveminder, de Melissa Marr                                        | The Twelve, de Justin Cronin                                                      | Doctor Sleep, de Stephen King                                                       | Prince Lestat, de Anne Rice                                                  | Saint Odd, de Dean Koontz                                                                      |
| Millor llibre de Menjar i/o Cuina                                 |                                                                      |                                                          | My Father's Daughter, de Gwyneth Paltrow                            | The Pioneer Woman Cooks: Recipes from an Accidental Country Girl per Ree Drummond | Tequila Mockingbird: Cocktails with a Literary Twist, de Tim Federle                | Make It Ahead: A Barefoot Contessa Cookbook, de Ina Garten                   | The Pioneer Woman Cooks: Dinnertime, de Ree Drummond                                           |
| Millor llibre de Ciència i/o Tecnologia                           |                                                                      |                                                          |                                                                     |                                                                                   |                                                                                     |                                                                              | Beneath the Surface: Killer Whales, SeaWorld, and the Truth Beyond Blackfish, de John Hargrove |

Categories que es van realitzar màxim 2 anys i han desaparegut:
- Millor llibre Chick-lit:
  - The Last Song, de Nicholas Sparks (2009)
- Millor Sèrie juvenil:
  - En Flames, de Suzanne Collins (2009)
- Millor Art de coberta:
  - Turment, de Lauren Kate (2010)
- Millor llibre de Viatge o Exteriors:
  - Little Princes: One Man's Promise to Bring Home the Lost Children of Nepal, de Conor Grennan (2011)
- Millor Autor Goodreads:
  - Cassandra Clare (Ciutat dels Àngels Caiguts) (2011)
  - Veronica Roth (Insurgent) (2012)
- Millor llibre de Negocis:
  - #GIRLBOSS, de Sophia Amoruso

### Guanyadors en diverses ocasions
Diversos autors han guanyat múltiples Readers Choice Awards de Goodreads o el mateix premi en diferents anys. La taula inferor mostra aquells autors que han guanyat més d'un premi:
(Llistats per nombre de premis, després alfabèticament pel cognom)
| Nombre de premis | Autor                         | Categories Guanyades |
| ---------------- | ----------------------------- | --- |
| 5                | Rick Riordan                  | Millor llibre infantil o Middle Grade (2011, 2012, 2013, 2014, 2015),                                                                                |
| 5                | Veronica Roth                 | Millor Llibre (2011), Millor llibre de Fantasia o Ciència-Ficció juvenil (2011, 2012, 2013), Millor Autor Goodreads (2012)                           |
| 4                | Suzanne Collins               | Millor Llibre (2009, 2010), Millor Sèrie juvenil (2009), Millor llibre de Fantasia juvenil (2011)                                                    |
| 4                | Neil Gaiman                   | Millor llibre Fantasia (2013, 2015), Millor Novel·la Gràfica (2009), Millor llibre Il·lustrat (2009)                                                 |
| 4                | Stephen King                  | Millor llibre de Ciència-Ficció (2011), Millor llibre de Fantasia (2012), Millor llibre de Terror (2013), Millor llibre de Misteri o Thriller (2014) |
| 3                | J.R. Ward                     | Millor Novel·la sentimental (2010, 2011, 2013) |
| 2                | Pierce Brown                  | Millor Autor de Debut (Goodreads) (2014), Millor llibre de Ciènca-Ficció (2015)                                                                      |
| 2                | Cassandra Clare               | Millor Autor Goodreads (2011), Millor llibre de Fantasia o Ciència-Ficció juvenil(2014),                                                             |
| 2                | Drew Daywalt i Oliver Jeffers | Millor llibre Il·lustrat (2013, 2015) |
| 2                | Ree Drummond                  | Millor llibre de Menjar i/o Cuina (2012, 2015) |
| 2                | Diana Gabaldon                | Millor Novel·la sentimental (2009, 2014) |
| 2                | Deborah Harkness              | Millor llibre de Fantasia Paranormal (2012), Millor llibre de Fantasia (2014)                                                                        |
| 2                | Charlaine Harris              | Millor llibre de Fantasia (2009), Millor llibre de Fantasia Paranormal (2010)                                                                        |
| 2                | Jeff Kinney                   | Millor llibre infantil (2009, 2010) |
| 2                | Stieg Larsson                 | Millor llibre de Misteri o Thriller (2009, 2010) |
| 2                | Rainbow Rowell                | Millor llibre de Ficció (2014), Millor llibre de Ficció juvenil (2013)                                                                               |
| 2                | Rebecca Skloot                | Millor llibre de No-ficció (2010), Millor Autor de Debut (Goodreads) (2010)                                                                          |